# Шахаб-3
«Шахаб-3» (перс. شهاب-۳‎, буквально Метеор-3) — иранская баллистическая ракета средней дальности. Разрабатывалась В Иране на основе знаний полученных от разработки ракет Шахаб 1и Шахаб-2 и северокорейской баллистической ракеты «Нодон».

## История
После введения санкций против Ирана, с 1988 года страна самостоятельно начала разрабатывать вооружение, в том числе ракеты класса «земля-земля».
23 июля 1998 года Иран впервые испытал ракету Шахаб-3, полёт продлился 100 секунд.
15 июля 2000 года — произведён первый успешный пуск ракеты на дальность 850 км, после чего правительство Ирана объявило о серийном производстве этих БРСД с 2001 года.
22 сентября 2003 года ракеты на СПУ были продемонстрированы на параде.
11 августа 2004 года сообщается об успешной разработке новой головной части, вместо конической, это позволило увеличить скорость боеголовки у цели. Ракета одноступенчатая, форма боеголовки «бутылочное горлышко» длиной около 3 метров.
31 мая 2005 года Министр обороны ИРИ Али Шамхани заявил об успешном испытании твердотопливной версии Шахаб-3.
В 2006 году на учениях была задействована ракета с кассетной БЧ.
10 июля 2008 года иранские СМИ сообщили об испытании новой версии БРСД с БЧ массой 1 т и дальностью 2000 км.

## Тактико-технические характеристики
- Длина 16,58 м
- Диаметр 1,38 м
- Дальность полёта: 1300—2000 км (до 2500[4])
- Стартовая масса ракеты: 17480 кг
- Масса боевой части: 760—1000 кг (отделяемая)
  - разделяемая 5 ББ по 220 кг
- Двигатель: ЖРД, (после 2006 — на твёрдом топливе)
- Точность (КВО):
  - Шахаб-3а — 200 м
  - Шахаб-3б — 30 м (ИНС на лазерных гироскопах с коррекцией GPS)[5]

Ракета может совершать противозенитные манёвры. В комплекс входит 1 СПУ и 2 ТЗМ с 2 ракетами на каждой.

## Модификации
- Шахаб-3B — 2-х ступенчатая БРСД с РДТТ, дальность 2500 км, БЧ 800 кг.
- Шахаб-3D — испытанная в 2005 модификация с РДТТ
- Шахаб-3М — дальность 2000 км.
- Шахаб-3S — ракета-носитель

## Роль в космических запусках
На первой ступени Шахаб 3 основаны большинство современных иранских космических ракет-носителей — Сафир, Симург, Касед.

## На вооружении
- Иран — 2 ракетные бригады Шахаб-3D, 3 ракетные бригады Шахаб-3M,32 ПУ. Около 600 ракет на передвижных и шахтных замаскированных позициях[8].